# Comuna Radensk, Oleșkî
Radensk (în ucraineană Раденськ) este o comună în raionul Țiurupînsk, regiunea Herson, Ucraina, formată din satele Proletarka și Radensk (reședința).

## Demografie
Componența lingvistică a comunei Radensk
     Ucraineană (93,09%)
     Rusă (6,75%)
     Alte limbi (0,11%)
Conform recensământului din 2001, majoritatea populației comunei Radensk era vorbitoare de ucraineană (93,09%), existând în minoritate și vorbitori de rusă (6,75%).